# Sztéfanosz Dúszkosz
Sztéfanosz Dúszkosz, görögül: Στέφανος Ντούσκος  (Joánina, 1997. március 29. –) olimpiai bajnok görög evezős.

## Pályafutása
A 2016-is Rio de Janeiró-i olimpián könnyűsúlyú kormányos nélküli négyesben a hatodik helyen végzett társaival. A 2020-as tokiói olimpián arany-, a 2022-es müncheni Európa-bajnokságon ezüstérmes lett egypárevezősben.

## Sikerei, díjai
- U23-as világbajnokság
  - ezüstérmes (2): 2016 (BLM2-), 2019 (BM1X)
  - bronzérmes: 2015 (BLM2-)
- U23-as Európa-bajnokság
  - aranyérmes: 2018 (BM2X)
  - bronzérmes: 2019 (BM1x)
- Olimpiai játékok
  - aranyérmes: 2020, Tokió (egypárevezős)
- Európa-bajnokság
  - ezüstérmes: 2022 (egypárevezős)
- Mediterrán játékok
  - aranyérmes: 2018 (kétpárevezős)